# 三井村 (長野県)
三井村（みついむら）は長野県北佐久郡にあった村。現在の佐久市の北東端にあたる。

## 地理
- 山：閼伽流山、八風山、寄石山
- 河川：香坂川

## 歴史
- 1889年（明治22年）4月1日 - 町村制の施行により、香坂村・安原村・新子田村の区域をもって発足。
- 1955年（昭和30年）2月1日 - 志賀村と新設合併して東村が発足。同日三井村廃止。

## 交通

### 道路

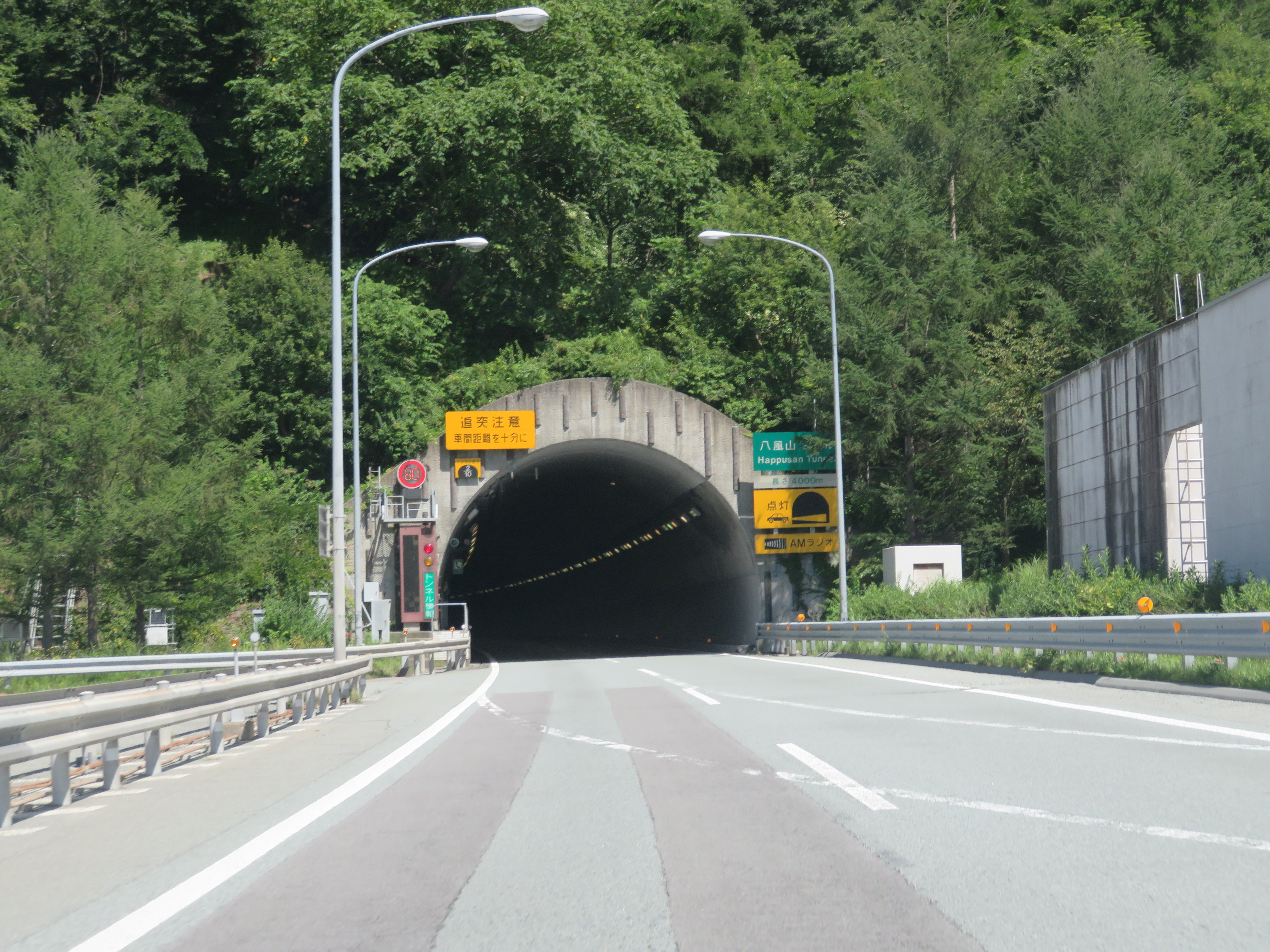
上信越自動車道 八風山トンネル

現在は旧村域を上信越自動車道が通過するが、当時は未開通。

## 出身有名人
- 油井一二